# 셰이크 하시나
셰이크 하시나(벵골어: শেখ হাসিনা ওয়াজেদ, 영어: Sheikh Hasina, 1947년 9월 28일 ~)는 2009년 1월 6일 이후 총리을 역임하고 있다. 또한 1996년 6월 23일에서 2001년 7월 15일까지 총리을 역임하기도 했다. 하시나는 1981년부터 방글라데시 아와미 연맹을 이끌어 왔다. 방글라데시 독립 전쟁의 아버지이며, 건국의 아버지 그리고 초대 대통령인 셰이크 무지부르 라흐만의 장녀이기도 하다. 방글라데시 핵무기 과학자인 M. A. 와제드 마아흐와 결혼하였다. 하시나가 이끄는 정당은 2008 방글라데시 총선에서 BNP 주도 4당 연합을 물리치고 수상을 자리를 차지했다.
그녀는 40년 이상의 정치적 경력을 쌓은 야당의 지도자이자, 이미 수상을 역임하기도 했다. 야당지도자로서 2004년 암살의 표적이 되기도 했다. 2006년-2008년 방글라데시 정치 위기 중, 2007년에는 군부의 국가비상사태 선포로 군부를 등에 업은 카레타커 정부로부터 부패 혐의와 살인교사 혐의로 누명을 입어 체포되기도 했다.
그녀는 2008년 총선에서 아와미 연맹 주도의 대연정으로 총선에서 의석의 2/3을 차지하는 압승을 거두며, 다시 복귀를 하였다. 하지만 2024년 방글라데시 반정부 시위로 결국 사임했다.

## 생애
파키스탄과 영국 사이에 독립을 한 방글라데시의 서파키스탄과 동파키스탄 사이에서 남은 영국의 식민지 독립을 완수한 독립의 아버지이며, 건국의 아버지인 셰이크 무지부르 라흐만의 장녀로 1975년에 쿠데타로 아버지가 가족과 함께 처형되었을 때 영국에 있어 살아 남았다. 이후 군부가 파견한 첩자들을 피해 인도에서 망명 생활을 했지만, 1981년에 귀국하였으며, 아와미 연맹의 당수가 되었다. 그런 다음 1983년에 후세인 무하메드 에르샤드가 쿠데타로 정권을 잡고 대통령이 되면서 아와미 연맹을 이끌고 이 정권에 대한 반대 운동을 전개하였으며, 따라서 오랜 기간 동안 가택연금 생활을 하였다.
에르샤드 대통령이 이끄는 군사 독재 정권이 무너진 후, 1991년 선거에서 경쟁하던, 칼레다 지아가 이끄는 방글라데시 민족주의당에 패했지만, 그 다음 1996년 의회 선거에서 승리해 총리에 취임했다. 그러나 2001년 의회 선거에서 다시 칼레다 지아의 민족주의당에 패배해 물러나게 되었다. 2007년에 예정된 다음 선거는 국가비상사태 선언으로 연기되었고, 구 군사정권의 잔당인 국민당 정권의 탄압으로 강요죄 등의 누명을 씌워 구속시켰으나 국민의 반발이 극심하여 국민당 정권은 앞을 내다볼 수 없을 정도로 불안한 상황까지 이어진다. 결국 선거는 2008년 12월에 실시되었고 아와미 연맹을 중심으로 에르샤드 등을 결집한 정당 연합 ‘대연합’이 압승을 거두고, 2009년 1월 6일에 셰이크 하시나가 다시 총리에 취임했다.